# Faetano
Faetano é um município de San Marino.

## Dados
- População (2003): 1.081 habitantes.
- Área: 7,75 km²
- Densidade demográfica: 139,48 h/km²
- Capital: Faetano